# Stanisław Kazimierz Iwanowicz
Stanisław Kazimierz Iwanowicz herbu Iłgowski – ciwun Dyrwian Małych do 1703 roku, podstarości żmudzki w latach 1691–1695, sędzia grodzki żmudzki w latach 1685–1691, podczaszy żmudzki.
Był elektorem Augusta II Mocnego z Księstwa Żmudzkiego w 1697 roku.